# Mount Leidy
Der Mount Leidy ist ein 3147 m hoher Berg im Norden der Gros Ventre Range im US-Bundesstaat Wyoming. Er liegt innerhalb des Bridger-Teton National Forest im Teton County. Der Mount Leidy wurde nach dem Paläontologen Joseph Leidy benannt.

## Belege
1. ↑  Peakbagger: Mount Leidy. Abgerufen am 17. Januar 2021.
2. ↑  Geonames: Mount Leidy. Abgerufen am 17. Januar 2021.
3. ↑  Gannett, Henry (1905): The Origin of Certain Place Names in the United States. Hrsg.: U.S. Government Printing Office.